# Pius X
Pius X (latin Pius PP. X), född Giuseppe Melchiorre Sarto den 2 juni 1835 i Riese i Veneto, död 20 augusti 1914 i Rom, var en italiensk präst som var påve från den 4 augusti 1903. Pius X vördas som helgon inom Romersk-katolska kyrkan. Hans minnesdag firas den 21 augusti.

## Uppväxt och ungdom
Giuseppe Melchiorre Sarto föddes i Riese, som det andra av tio barn till Giovanni Battista Sarto (1792–1852) och Margarita Sanson (1813–1894). Han döptes den 3 juni 1835. Barndomen var fattig, eftersom fadern bara var posttjänsteman i byn. Trots fattigdomen uppmuntrade föräldrarna honom att utbilda sig, och han fick gå sex kilometer till skolan varje dag. 
I unga år började Giuseppe studera latin för byprästen, och fortsatte studierna vid gymnasiet i Castelfranco Veneto. Han mottog tonsuren av biskopen i Treviso 1850 och erhöll stipendium från församlingen så att han kunde studera vid seminariet i Padua, där han avlade examen i klassisk litteratur, filosofi och teologi med högsta vitsord.

## De första åren som präst
Den 18 september 1858 prästvigdes Giuseppe Sarto, och blev kaplan i Tombolo. Medan han var där skaffade sig Sarto ännu mer kunskap i teologi, studerade både Thomas av Aquino och kanonisk rätt, och skötte samtidigt församlingssysslorna i pastorns ställe, som led av dålig hälsa. 1867 utsågs han till ärkepräst av Salzano. Där lät han restaurera kyrkan och utvidgade sjukhuset, med medel som han tiggde och arbetade sig till. Han blev mycket populär bland folket när han vårdade de sjuka under en koleraepidemi som svepte genom Italien under början av 1870-talet.
År 1875 utsågs han till kanik i Trevisos katedral och stift, fick befattningar som andlig ledare, rektor vid seminariet, och examinator för prästerna. Såsom kansler gjorde han det möjligt för studenter vid kommunala skolor att få undervisning i religion.
När biskop Federico Maria Zinelli avled 1878 blev biskopsstolen i Treviso vakant. Efter dennes död överfördes biskopens uppgifter kollektivt på domkapitlen, däribland Sarto, och de skulle utse en ställföreträdare tills en ny biskop utsetts. Det blev Sarto som fick den posten, som han hade från december 1879 till juni 1880. 
Efter 1880 undervisade Sarto i dogmatik och moralteologi vid prästseminariet i Treviso. I november 1884 utnämndes Sarto till biskop av Mantua och vigdes i kyrkan Sant'Apollinare i Rom. I egenskap av biskop stärkte han bland annat prästseminariet i Mantua och gav det en tydlig profil i enlighet med Thomas doktriner.

## Kardinal och patriark

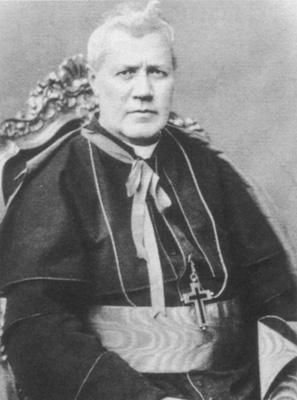
Kardinal Sarto

Vid ett hemligt konsistorium den 12 juni 1893 utsåg påve Leo XIII Sarto till kardinalpräst med San Bernardo alle Terme som titelkyrka. Tre dagar senare utsågs kardinalen offentligt till patriark av Venedig. Detta innebar dock svårigheter, eftersom det förenade Italiens regering gjorde anspråk på rätten att nominera patriarker, eftersom kejsaren av Österrike tidigare innehaft denna rätt. Det spända förhållandet mellan kurian och Italiens regering som rått sedan Kyrkostaten annekterats 1870, bidrog ytterligare till att försvåra läget vid denna utnämning. Antalet vakanta biskopssäten växte till 30. Slutligen fick Sarto tillåtelse att tillträda som patriark 1894.
Som kardinal och patriark höll sig Sarto undan från att dras in i politiken, och ägnade sig åt socialt arbete och åt att bygga upp finanserna. I sitt första pastorala brev till venetianarna gav dock Sarto dem uppmaningen om påven: "Det skall inte finnas ett ifrågasättande, inga hårklyverier, inga motstånd av individens rätt mot påvens rätt, bara lydnad."

## Påveval
Leo XIII avled den 20 juli 1903, och vid slutet av månaden samlades konklaven för att välja hans efterträdare. Historiker brukar säga att kardinalstatssekreteraren Mariano Rampolla del Tindaro var förhandstippad. Vid första valomgången fick Rampolla 24 röster, Gotti 17, och Sarto 5 röster. Vid andra valomgången ökade både Rampolla och Sartos röstantal med 5. Det syntes då som att Rampolla skulle bli påve. Då lade den polske kardinalen Jan Puzyna ett veto mot detta i kejsaren av Österrike-Ungern Frans Josefs namn. Många i konklaven, däribland Rampolla, protesterade mot vetot, och det föreslogs att han skulle väljas trots detta.
Den tredje valomgången hade emellertid börjat, och konklaven var därför tvungen att fortsätta valet, som slutade med att det inte fanns någon given vinnare. Det var dock klart att många kardinaler ändrat sig till förmån för Sarto, som nu fick 21 röster. Vid 4:e valomgången fick Rampolla 30 röster och Sarto 24. Därmed stod det klart att kardinalerna började närma sig beslutet att välja Sarto.
Den 4 augusti 1903 hade kardinal Sarto blivit vald till påve, den 257:e i ordningen. Detta val var sista gången som ett veto lagts av en katolsk monark i en konklav.
Det finns uppgifter om att Sarto först avböjde sin nominering och anförde att han var ovärdig. Dessutom hade han sörjt det österrikiska vetot, och gick ed på att exkommunicera dem som läckt ut information under konklaven. När kardinalerna bad honom att ställa upp, drog han sig tillbaka i enskildhet, och antog utnämningen efter böner till Gud och böner från sina anhängare.
När han accepterat sin utnämning antog han påvenamnet Pius X för att hedra sina företrädare med samma namn, i synnerhet Pius IX som stridit mot liberalteologer och för påvlig överhöghet. Pius X:s kröning ägde rum följande söndag, den 9 augusti 1903.

## Pontifikat

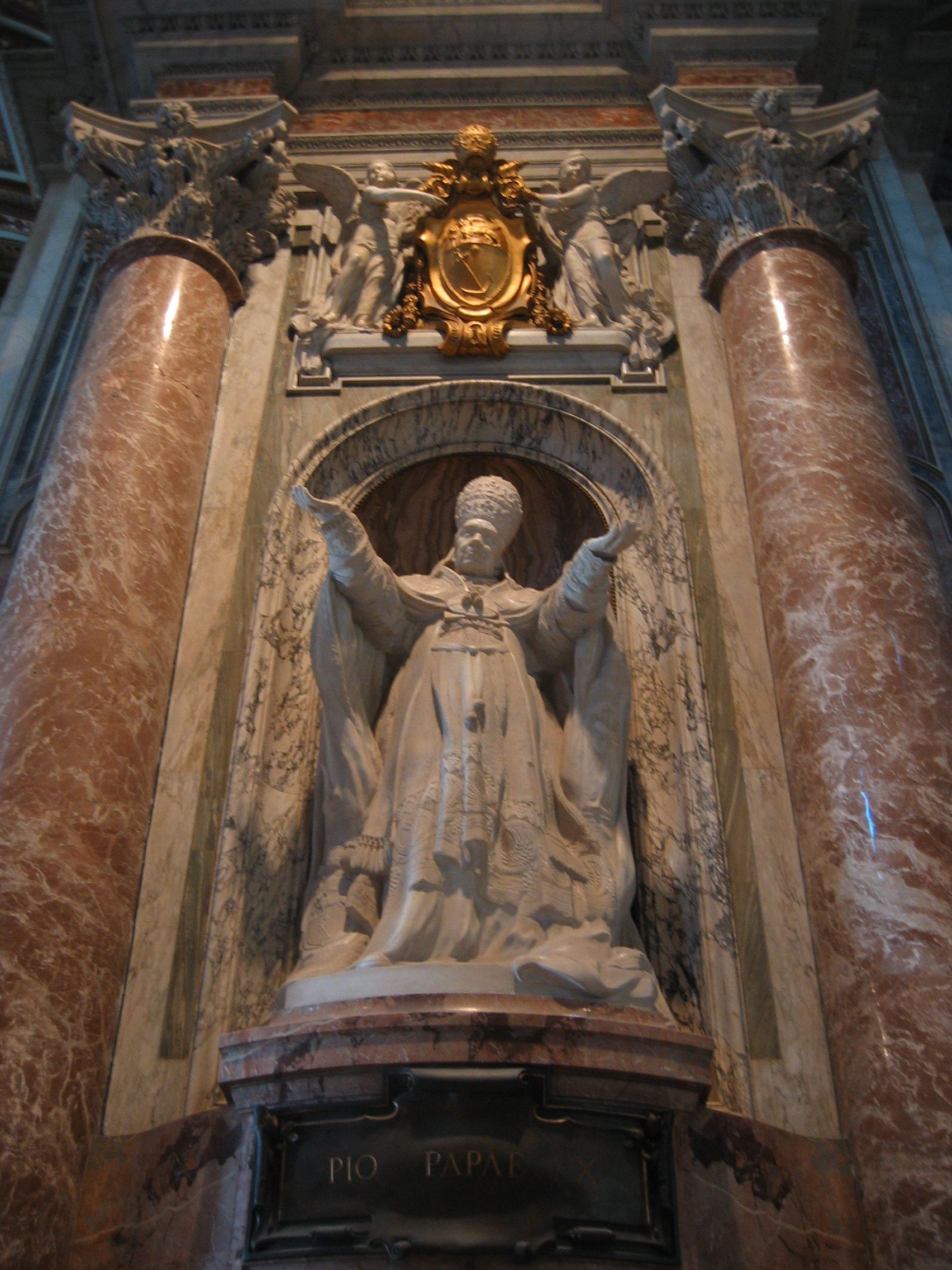
Monument över påve Pius X i Peterskyrkan. Monumentet ritades av Florestano Di Fausto, och skulpturen utfördes av Pier Enrico Astorri 1923.

Pius X:s pontifikat präglades av dess konservativa teologi och reformer inom liturgin och den kanoniska rätten. I vad som blev hans motto fastslog påven 1903 att hans påvedöme skulle genomföra en Instaurare Omnia in Christo, eller "återställning av allt i Kristus". I sin första encyklika (E Supremi Apostolatus, 4 oktober 1903) kungjorde han att hans övergripande målsättning var: "Vi strider för Guds överhöghet. Hans auktoritet och påbud skall erkännas, anföras och respekteras." 

### Tra le sollecitudinioch den gregorianska sången
Tre månader efter sin kröning, offentliggjorde Pius sin motu proprio Tra le sollecitudini (möjligen samskriven med hans vän Lorenzo Perosi). Klassisk och barock estetik hade länge gynnats inom musiken framför tidigare musikstilar, som förordades av Don Perosi, sedan 1898 direktör över Sixtinska kapellets kör. Påven beslutade att Dom Joseph Pothier skulle överse en nyutgåva av hymner; detta blev så småningom den officiellt godkända utgåvan Solesmes av den gregorianska sången.

### Kyrkoadministration
Pius reformerade kurian med lagen Sapienti Consilio och antog nya regler om biskopars övervakande av prästseminarier i sin encyklika Pieni L'Animo. Han upprättade flera regionala seminarier och promulgerade en ny läroplan för seminariestudier.
Pius var inte lika förbindlig som företrädaren Leo gentemot den civila maktapparaten i Italien, och han utsåg därför Rafael Merry del Val till kardinalstatssekreterare. När Frankrikes president Émile Loubet besökte Italiens monark Victor Emanuel III, vägrade påven träffa honom eftersom han inte godtog annekteringen av Kyrkostatens egendomar. Detta ledde till att de diplomatiska förbindelserna med Frankrike bröts och 1905 antog Frankrike en lag som skilde kyrkan och staten vilken påven fördömde. Genom denna lag förlorade kyrkan sin statsrättsliga grund i Frankrike. Med tiden utvisade Frankrike jesuiterna.
Påven intog en liknande position mot sekulära regeringar i Portugal, Irland, Polen, Etiopien och ett flertal andra stater där många medborgare var katoliker. Hans handlingar och ställningstaganden i Italiens internationella relationer förargade dessa sekulära makter liksom regeringar i andra länder, i synnerhet England och Ryssland.
1908 trädde påvens edikt Ne Temere i kraft, vilket försvårade att äktenskap ingicks mellan katoliker och personer från andra samfund. Vigslar som förrättats av andra än romersk-katolska präster förklarades juridiskt giltiga men religiöst ogiltiga. Präster uppmanades att vägra förrätta vigslar eller ställa motkrav på dem som ville gifta sig att barnen i äktenskapet skulle uppfostras till katoliker. På Irland, framför allt, blev detta skäl till ökad splittring mellan protestanter och katoliker.
I takt med att de sekulära regeringarna i högre grad utmanade påvens auktoritet, blev Pius mer aggressiv. Han upphävde Opera dei Congressi, som samordnade katolska organisationer i Italien, och fördömde den franska sociala rörelsen Le Sillon som strävade efter att förena kyrkan med liberal politisk ideologi. Han var också motståndare till de fackföreningar som inte var uttalat katolska.
Till en del lyfte Pius förbudet för katoliker att rösta till parlamentet; han skulle dock aldrig erkänna staten Italien.

### Relation till kungadömet Italien
Till en början höll Pius kvar sin ställning som "fånge i Vatikanen", men när socialismen började få fler anhängare, började han lätta på "non expedit". År 1905 gav han ut encyklikan Il Fermo Proposito, i vilken han medgav katoliker rätt att rösta om de därmed "bidrog till att vidhålla den sociala ordningen" genom att välja ledamöter som inte var socialister.

### Liturgiska reformer
Under sitt pontifikat verkade Pius för att öka hängivelsen i prästernas och lekmännens liv, särskilt i mässan och tidegärden.
Förutom att återinföra den gregorianska sången, lade han förnyad liturgisk emfas vid eukaristin, som han beskrev som den kortaste och säkraste vägen till himlen. I detta syfte förordade han att nattvarden togs flera gånger och ofta. Även barn skulle ta emot eukaristin, om de var äldre än omkring 7 år, men han medgav inte därmed att praktikerna med eukaristi för ännu yngre barn som tidigare varit gällande återinfördes. Utöver detta lade han stor vikt vid syndaförlåtelsen, så att eukaristin skulle mottagas värdigt. Pius hängivenhet för eukaristin ledde till att de som vördar honom ibland ger honom hederstiteln "Påven av det heliga sakramentet".

### Antimodernism
Pius pontifikat kännetecknades av kraftig fördömelse av vad han kallade "modernister" och "relativister", vilka utgjorde en fara för den katolska tron. 
Modernism och relativism, i så måtto som de uppträdde i kyrkan, var teologiska trender att tillämpa modern filosofi, som Immanuel Kant, i kyrkans teologi. Modernisterna rättfärdigade sitt agerande med den positivistiska synen att kyrkan uppstått genom utveckling under historien och fortfarande utvecklades. Antimodernister betraktade dessa uppfattningar som oförenliga med Katolska kyrkans dogmer och traditioner.
I ett edikt med titeln Lamentabili sane exitu, utfärdat den 3 juli 1907, fördömde Pius formellt 65 modernistiska eller relativistiska förhållningssätt till kyrkans natur, syndaförlåtelsen, bibelexegetik, sakramenten, och Kristi gudomlighet. På detta följde encyklikan Pascendi dominici gregis där modernismen karaktäriseras som "summan av alla heresier". Därpå beordrade Pius att alla präster skulle avlägga Sacrorum antistitum, antimodernisteden. Han uppmuntrade också det antimodernistiska nätverket Sodalitium Pianum.
Pius hårdföra ställningstagande mot modernismen gav upphov till en del oroligheter i kyrkan; men endast 40 präster i hela världen vägrade avlägga eden.

### Katekes
Pius antog en katekes som alla katoliker skulle kunna ta till sig och förstå. Den utkom första gången 1908 på italienska, Catechismo della dottrina Cristiana, Pubblicato per Ordine del Sommo Pontifice San Pio X, och tar på mindre än 50 sidor upp frågor om tro och moral på ett lättbegripligt sätt, vilket gjort den mycket populär. Kardinal Joseph Ratzinger skrev 2002 att vad som kännetecknade Pius X var "enkelheten i framställningen och djupet i innehållet. Också på grund av detta torde Sankt Pius katekes finna vänner i framtiden."

### Reformer av den kanoniska rätten
Den kanoniska rätten i Katolska kyrkan varierade från region till region utan någon övergripande sammanställning. Den 19 mars 1904 tillsatte Pius en kommission av kardinaler för att skissa på en universell deklaration av lagar som skulle bli 1900-talets kanoniska rättsordning. Två av hans efterträdare verkade i denna kommission, de blivande påvarna Benedictus XV och Pius XII. Den nya kanoniska rätten antogs efter Pius död av påve Benedictus XV år 1917.

### Andra gärningar
Pius reformerade dessutom kurian samt reformerade prästutbildningen och dess seminarier.
Han saligförklarade tio personer och helgonförklarade fyra. Saligförklarade under hans pontifikat blev: Marie Genevieve Meunier (1906), Rose Chretien (1906), Valentin Faustino Berri Ochoa (1906), Clarus (1907), Zdislava Berka (1907), Giovanni Bosco (1907), Johannes van Ruysbroeck (1908), Andrew Nam Thung (1909), Agatha Lin (1909), Agnes De (1909), Jeanne d'Arc (1909) och Jean Eudes (1909). Helgonförklarade av Pius blev: Alexander Sauli (1904), Gerard Majella (1904), Klemens Maria Hofbauer (1909) och José Oriol (1909).
Pius X utgav 17 encyklikor; bland dessa finns Vehementer nos från 1906, som fördömer den franska lagen om förhållandet mellan kyrkan och staten. Pius bekräftade också begreppet limbo i den katolska teologin i sin katekes där han sade att de odöpta varken får glädjas vid Gud eller pinas i helvetet eller skärselden. 

### Encyklikor
1. E Supremi – 4 oktober 1903
2. Ad Diem Illum Laetissimum – 2 februari 1904
3. Iucunda Sane – 12 mars 1904
4. Acerbo Nimis – 15 april 1905
5. Il Fermo Proposito – 11 juni 1905
6. Vehementer Nos – 11 februari 1906
7. Tribus Circiter – 5 april 1906
8. Pieni L'Animo – 28 juli 1906
9. Gravissimo Officii Munere – 10 augusti 1906
10. Une Fois Encore – 6 januari 1907
11. Pascendi Dominici Gregis – 8 september 1907
12. Communium Rerum – 21 april 1909
13. Editae Saepe – 26 maj 1910
14. Notre Charge Apostolique – 15 augusti 1910
15. Iamdudum – 24 maj 1911
16. Lacrimabili Statu – 7 juni 1912
17. Singulari Quadam – 24 september 1912

## Död och kanonisering
1913 drabbades Pius av en hjärtinfarkt och led därefter av dålig hälsa. 1914 insjuknade han för gott, den 15 augusti. När första världskriget bröt ut försämrades hans tillstånd, och han skall ha blivit fylld av skräck av nyheten. Han avled den 20 augusti, bara någon timme efter jesuitledaren Franz Xavier Wernz. Han begravdes i en enkel grav i kryptan i Peterskyrkan och förbjöd läkare att balsamera hans kvarlevor.
Pius X saligförklarades 1951 av Pius XII och helgonförklarades tre år senare av samme påve. Efter helgonförklaringen flyttades hans reliker till en annan grav i Peterskyrkan (under Peterskyrkans första altare på vänster sida).

### Webbkällor
- ”Pope Pius X”. Catholic Encyclopedia. New Advent. https://www.newadvent.org/cathen/12137a.htm. Läst 21 augusti 2020.
- ”San Pio X (Giuseppe Sarto), papa”. Santi e Beati. http://www.santiebeati.it/dettaglio/24100. Läst 21 augusti 2020.

## Översättning
Den här artikeln är helt eller delvis baserad på material från engelskspråkiga Wikipedia, tidigare version.